# NGC 4651
雨傘星系（NGC 4651）是一個位於后髮座的螺旋星系，可被業餘天文學家以望遠鏡觀測，和地球的距離尚未確定，大約在3500萬光年，到7200萬光年之間。

## 概要
NGC 4651是室女座星系團成員，位於該星系團外緣，因為該星系有一個從盤面向東延伸的由多條星流組成的和雨傘相似的結構，因此又被稱為「雨傘星系」。這是另一個比NGC 4651小得多的星系被潮汐力撕裂後的殘餘，所以它被編入赫頓·阿普的特殊星系圖集，編號是阿普189（Arp 189）。
天文學家使用射电望远镜觀測NGC 4651的中性氫分布結果顯示，它的外圍區域和一個氣體聚集區域和形成以上所述恆星流的矮星系相關。
和大多數室女座星系團內的螺旋星系不同的是，NGC 4651有相當大量的中性氫，甚至延伸到可見光部分的星系盤面之外，是典型的恆星形成區域。